# Bělá (Morávia-Silésia)
Bělá é uma comuna checa localizada na região de Morávia-Silésia, distrito de Opava.